# Sunset (Florida)
Sunset es un lugar designado por el censo ubicado en el condado de Miami-Dade, Florida, Estados Unidos. Según el censo de 2020, tiene una población de 15.912 habitantes.

## Geografía
La localidad está ubicada en las coordenadas 25°42′22″N 80°21′9″O / 25.70611, -80.35250. Según la Oficina del Censo de los Estados Unidos, tiene una superficie total de 9.21 km², de la cual 9.09 km² corresponden a tierra firme y 0.12 km² es agua.

## Demografía
Según el censo de 2010, había 16.389 personas residiendo en Sunset. La densidad de población era de 1.783,99 hab./km². De los 16.389 habitantes, Sunset estaba compuesto por el 93.43% blancos, el 1.28% eran afroamericanos, el 0.06% eran amerindios, el 2.04% eran asiáticos, el 0% eran isleños del Pacífico, el 1.82% eran de otras razas y el 1.37% pertenecían a dos o más razas. Del total de la población el 80.32% eran hispanos o latinos de cualquier raza.